# Somfy

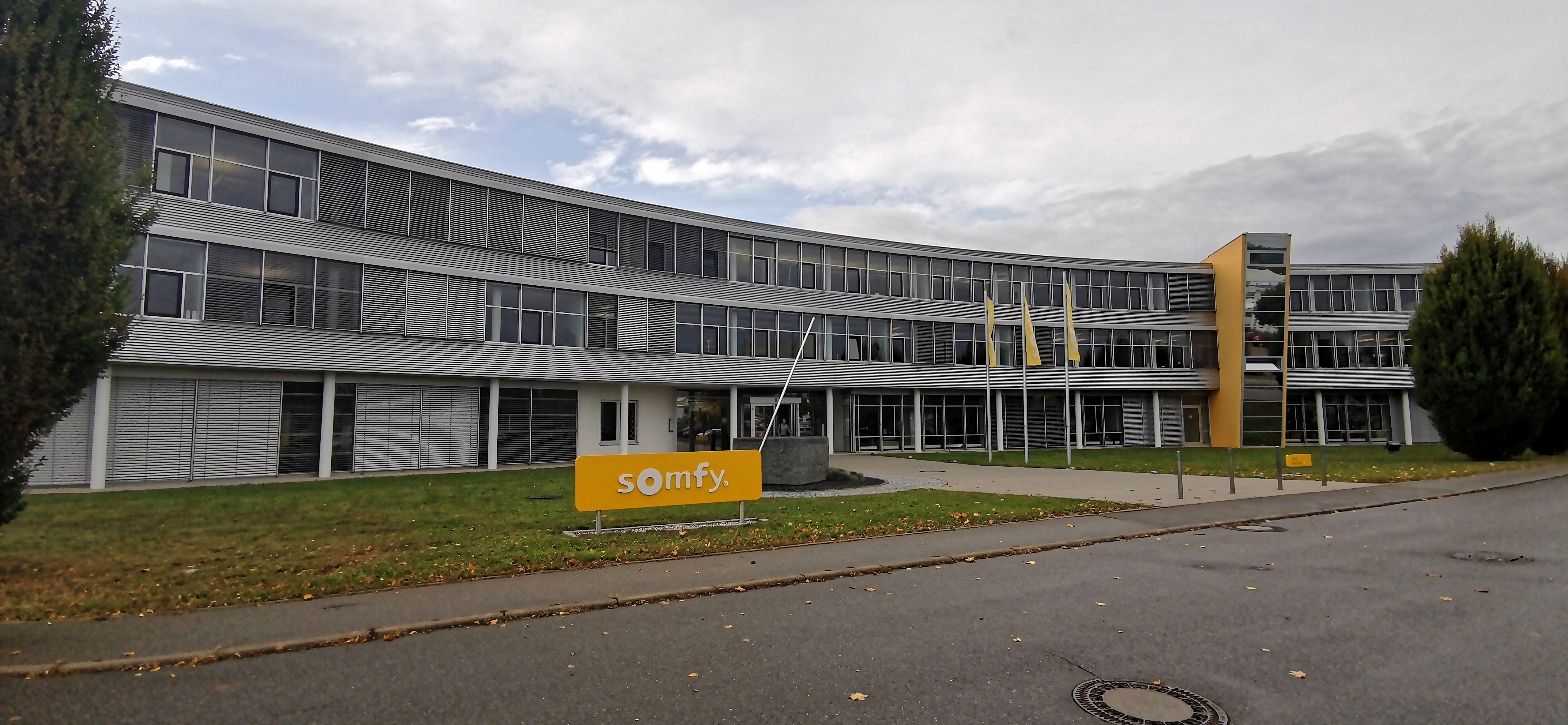
Das Firmengebäude in Rottenburg

Somfy ist ein französischer Hersteller von Antriebs- und Steuerungstechnik für Sonnenschutz- und Gebäudeöffnungssysteme.

## Allgemeines
Somfy („Société d’Outillage et du Mécanique du Faucigny“) wurde 1969 in Cluses (Frankreich) gegründet.
Das Unternehmen hat Niederlassungen in 59 Ländern; es ist nach Eigenangaben mit 192 Millionen produzierten Motoren weltweit führend.
Die deutsche Somfy GmbH ist das größte Tochterunternehmen mit rund 300 Mitarbeitern und hat seit 1995 den Firmensitz in Rottenburg am Neckar.
Somfy ist Teil der Groupe Somfy. Zur Gruppe gehören auch folgende Hersteller:
- BfT ein Hersteller für Automatische Tür und Torantriebe aus Italien[6]
- SIMU ein Hersteller für Rollladenmotoren für Fenster[7]
- Teleco ein Hersteller und Spezialist für Steuerungstechnik für Tür, Tor, Rollladen und Fenstersysteme[8]
- Dooya ein chinesischer Hersteller für Rohrmotoren und Steuerungen[9]

## Produkte
Somfy ist Hersteller von Komponenten für die Automatisierung von Gebäuden und bietet funkbasierte und verdrahtete Steuerungs- und Motorisierungslösungen für folgende Fassadenelemente und Behang-Arten an:
- Außenelemente: Rollläden, Markisen, Fassaden- und Dachfenster, Großlamellen, Horizontalbeschattung, Außenjalousien, Tore aller Art
- Innenelemente: Jalousien, Raffrollos, Rollos, Screens, Vorhänge, Horizontalbeschattung, Plissees, Projektionswände für Heimkino und Konferenzräume, Dachfenster

Das Somfy-Smart-Home integriert zusätzlich folgende Komponenten: Haustüren, Kippfenster, Hebeschiebetüren, Schwingfenster, Fenstergriffe, Heizungsthermostate, Beleuchtungen, 230 V-Verbraucher, Sicherheitssensoren, Kameras, Rauchmelder, Wettersensoren, Temperatursensoren.
Gesteuert wird die Anlage über die Smart-Home-Zentrale TaHoma. Eine Bedienung des Hauses ist per App (iOS, Android) möglich. Bis zu 200 Produkte von Somfy und seinen Partnerunternehmen sind in das System einbindbar.